# Yu Tao
Yu Tao (chin. upr.: 于涛; chin. trad.: 于濤; pinyin: Yú Tāo; ur. 15 października 1981 w Szanghaju) – chiński piłkarz występujący na pozycji pomocnika w chińskim klubie Beijing Enterprises Group FC.

## Kariera piłkarska
Yu Tao jest wychowankiem drużyny Shanghai Cable 02. W 2002 przeszedł do klubu Shanghai Shenhua. Po roku triumfował z tym zespołem w rozgrywkach Chinese Jia-A League. 20 grudnia 2012 Yu przeszedł do Shanghai Shenxin.
23 grudnia 2015 został piłkarzem Beijing Enterprises Group FC.
Yu Tao w 2002 zadebiutował w reprezentacji Chin. W sumie w tamtym czasie rozegrał w niej dwa mecze. Na następne powołanie musiał czekać do 2007. W 2011 został powołany na Puchar Azji.

## Sukcesy

### Shangahi Shenua
- Zwycięstwo
  - Chinese Jia-A League: 2003